# 敘利亞禮天主教安提阿宗主教列表
敘利亞禮天主教安提阿宗主教（英語：Syriac Catholic Patriarchs of Antioch），是領袖是敘利亞禮天主教會的最高領導人。宗主教他是由總主教和主教選擇產生的。新任宗主教在當選時，需由教宗任命。宗主教的總部與宗主教教座設於黎巴嫩首都貝魯特的聖母領報主教座堂。宗主教管理的教座教區是安提約基雅宗主教區。
1662年，原屬東方正統教會的安條克牧首改宗天主教。在1783年，敘利亞禮天主教會的聖統最終確立。於1910年，宗主教教座自馬爾丁（位於今土耳其）遷至黎巴嫩貝魯特。

## 历任宗主教列表
以下為敘利亞禮天主教安提阿宗主教的列表：

### 首次聯盟
- 依納爵·安德魯·阿克簡（英语：Ignatius Andrew Akijan） (1662年–1677年)
- 依納爵·額我略·伯鐸六世·蕭巴汀（英语：Ignatius Gregory Peter VI Shahbaddin） (1679年–1702年)

### 安提阿宗主教
- Ignatius Michael III Jarweh (1782年–1800年)
  - 空缺 (1800年–1802年)
- Ignatius Michael IV Daher (1802年–1810年)
- Ignatius Simon II Hindi Zora (1811年–1818年)
  - 空缺 (1818年–1820年)
- Ignatius Peter VII Jarweh (1820年–1851年)
  - 空缺 (1851年–1853年)
- Ignatius Antony I Samheri (1853年–1864年)
  - 空缺 (1864年–1866年)
- Ignatius Philip I Arkus (1866年–1874年)
- Ignatius George V Shelhot (1874年–1891年)
  - 空缺 (1891年–1893年)
- Ignatius Behnam II Benni (1893年–1897年)
- Ignatius Ephrem II Rahmani (1898年–1929年)
- Ignatius Gabriel I Tappuni (1929v–1968年)
- Ignatius Antony II Hayyek (1968年–1998年)
- 依納爵·穆薩一世·達烏德樞機 (1998年–2001年)
- 依納爵·伯鐸八世 (2001年–2008年)
- 依納爵·尤素福三世（英语：Ignatius Joseph III Yonan） (2009年–現在).[1]

## 外部連結
- Catholic Patriarchate of Antioch （页面存档备份，存于） by GCatholic.org